# Cortodera moldovana
Cortodera moldovana är en skalbaggsart som beskrevs av Aleksandr Sergeievich Danilevsky 1996. Cortodera moldovana ingår i släktet Cortodera och familjen långhorningar. Inga underarter finns listade i Catalogue of Life.